# École nationale de la statistique et de l'administration économique
A École nationale de la statistique et de l'administration économique, também conhecida popularmente como ENSAE Paris, é uma das faculdades mais respeitadas e seletivas da França, premiada com os títulos de grande école e grand établissement pelo governo francês, e membra fundadora do Institut Polytechnique de Paris que situa-se no pólo universitário da Universidade Paris-Saclay.  Já formou muitos célebres pesquisadores como a economista francesa Esther Duflo, vencedora do Prêmio Nobel de Ciências Econômicas. 
A ENSAE Paris é a escola da École Polytechnique para matemática, estatística, ciência de dados e inteligência artificial. É uma das principais escolas de matemática, economia e estatística do mundo e está diretamente ligada ao Institut national de la statistique et des études économiques e ao Ministère de l'Économie et des Finances. Os alunos recebem um treinamento proficiente em economia e estatística e podem se especializar em finanças, ciência de dados e matemática aplicada. 

## História
A ENSAE Paris foi criada em 1942 sob o nome do Serviço Nacional de Estatística. Em 1946, com a criação do Institut national de la statistique et des études économiques, a escola passou a denominar-se escola de especialização do INSEE. O decreto de 15 de abril de 1971 esclareceu a situação administrativa e a finalidade da escola no campo acadêmico, tornando definitivamente a ENSAE Paris uma grande école. Na década de 1980, um sistema de bolsas foi estabelecido para apoiar estudos de doutorado. Um laboratório de pesquisa, o Centre de recherche en économie et statistique, foi criado em 1988. Hoje na ENSAE Paris cada vez mais alunos optam por se especializar em modelagem financeira ou outra nova área da estatística aplicada, como bioestatística. Em 2006, o primeiro-ministro Dominique de Villepin anunciou oficialmente a mudança da escola para o novo campus, perto da École Polytechnique. Em 2017, a escola mudou para seu atual campus no sudoeste de Paris.

## Convênios Acadêmicos
A escola possui diversas parcerias e convênios com outras instituições acadêmicas onde os alunos podem completar seu currículo durante o ano de especialização. Um grande e crescente número de alunos optou por fazer tal programa de dupla graduação, a fim de obter um mestrado adicional em ciências ou doutorado em instituições renomadas na área de economia, finanças, estatística e matemática aplicada, em lugares como a Universidade de Harvard, Universidade de Columbia, Universidade de Berlim, entre outras.
A École nationale de la statistique et de l'administration économique também tem uma parceria com a Instituto de Estudos Políticos de Paris, permitindo que seus alunos sigam os dois currículos ao mesmo tempo e obtenham um mestrado adicional na Sciences Po. O acordo dispensa os alunos de passar no exame escrito de entrada. A ENSAE Paris foi membro do ParisTech, um cluster de ciências que reúne as melhores grandes écoles parisienses: École Polytechnique, AgroParisTech, École Nationale des Ponts et Chaussées, Mines Paris e a École nationale supérieure de chimie de Paris. Em 2019, uma parte dessas escolas (incluindo a ENSAE Paris, École Polytechnique) deixou o ParisTech para criar o Institut Polytechnique de Paris.